# تاد میشن (تگزاس)
تاد میشن، تگزاس (به انگلیسی: Todd Mission, Texas) یک شهر در ایالات متحده آمریکا با جمعیت ۱۴۶ نفر است که در تگزاس واقع شده‌است.

## موقعیت جغرافیایی
موقعیت جغرافیایی شهرها و مناطق اطراف به شرح زیر است: